# Adrian Moorhouse
Adrian David Moorhouse (Bradford, 24 de maio de 1964) foi um nadador britânico, campeão olímpico dos 100 metros peito nos Jogos de Seul em 1988.

## Carreira
Se tornou o número um da Grã-Bretanha no nado peito em 1981, quando ganhou um bronze nos 200 metros no Campeonato Europeu, na Iugoslávia. No ano seguinte, ganhou seu primeiro ouro depois de vencer os 100 metros nos Jogos da Commonwealth, na Austrália.
Na Olimpíadas de Los Angeles em 1984, Moorhouse era cotado à medalha de ouro nos 100 m peito, mas perdeu-se completamente e acabou em quarto. "Eu estava devastado", disse a época, "depois dos jogos eu convenci-me que eu não tinha talento e que eu nunca iria ganhar de novo. Eu não queria mais nada com a natação ".
Ele comemorou seu retorno, em abril de 1985, quando quebrou o recorde mundial de piscina curta (25 m) nos 100 m, e ganhou ouro do Campeonato Europeu na Bulgária.
Em 1987, Moorhouse se tornou o primeiro a nadar os 100 metros peito em menos de um minuto, com o tempo de 59,75 s.
Ele alcançou a ambição de uma vida nos Jogos Olímpicos de Seul em 1988, quando, seguindo os passos de David Wilkie e Goodhew Duncan, ganhou o ouro nos 100 m peito.
Se manteve como o número um do mundo até 1991. Mas em 1992, ano em que ele começou a declinar, chegou apenas em oitavo na final olímpica de Barcelona 1992.
Ele se aposentou da natação após os Jogos, e desde então tem desfrutado de uma carreira de sucesso como consultor de gestão de desenvolvimento, aconselhando as empresas sobre a melhor forma de utilizar os recursos do seu pessoal. Hoje, ele raramente nada e seu único contato com o esporte é através de seu trabalho como comentarista da BBC.
Ele foi recordista mundial dos 100 metros peito entre 1989 e 1991.